# ريكاردو ناسيمينتو
ريكاردو ناسيمينتو (بالبرتغالية: Ricardo dos Santos Nascimento) (7 فبراير 1987 بايليوس في البرازيل - ) هو لاعب كرة قدم برازيلي في مركز الدفاع. لعب مع موريرينسي ونادي أسترا جورجو ونادي أكاديميكا كويمبرا ونادي بالميراس ونادي بينفايل وكومرسيال ‏ ونادي بورتيمونينسي وOlé Brasil Futebol Clube ‏.

## وصلات خارجية
- ريكاردو ناسيمينتو على موقع الاتحاد الدولي (مؤرشف)  (الإنجليزية)
- ريكاردو ناسيمينتو على موقع قاعدة بيانات كرة القدم.إي يو (الإنجليزية)
- ريكاردو ناسيمينتو على موقع ليكيب (الفرنسية)
- ريكاردو ناسيمينتو على موقع Soccerway.com (الإنجليزية)
- ريكاردو ناسيمينتو على موقع AS.com (الإسبانية)